# São Paulo (Bundesstaat)
São Paulo (amtlich Estado de São Paulo; Kurzzeichen SP) ist der bevölkerungsreichste und wirtschaftlich bedeutendste Bundesstaat in Brasilien. Er liegt in Brasiliens Südostregion und grenzt im Norden und Nordosten an Minas Gerais, im Osten an den Bundesstaat Rio de Janeiro und an den Südatlantik, im Süden an den Bundesstaat Paraná und im Westen an Mato Grosso do Sul. Die Hauptstadt heißt ebenfalls São Paulo. Die Bewohner des Bundesstaates werden als Paulistas bezeichnet, während sich die Bewohner der Hauptstadt Paulistanos nennen. Der Bundesstaat gliedert sich in insgesamt 645 Munizipien.

## Geographie
Insgesamt ist der Bundesstaat etwas größer als Großbritannien und hat eine 622 Kilometer lange Küstenlinie zum Atlantischen Ozean. Er umfasst zwei unterschiedliche natürliche Regionen: die Küstenregion und die Hochebene. Die Küstenregion ist die weniger ausgeprägte – schmal im nördlichen Abschnitt und besonders breit zum Süden hin, wo sie von der Baixada de Ribeira de Iguape eingenommen wird. Innerhalb der Küstenregion treten Strände auf, Mangrovenwälder, isolierte massive Terrassen, woraus schroffe Klippen am Meeresufer mit relativ flachen Stränden resultieren. Im Hintergrund erscheint stets die Berg-Silhouette der Serra do Mar, welche das Planalto Paulista des Hinterlandes zum Meer hin begrenzt. Die Fläche des Bundesstaats São Paulo betrug 2018 248.222 km², was etwa drei Prozent der Fläche Brasiliens ausmacht.
Von den Sandstränden am Atlantik bis zum Pedra da Mina (2770 m) in der Serra da Mantiqueira bietet São Paulo eine vielfältige Landschaft. Die wichtigsten Flüsse sind der Rio Tietê (1130 km), Rio Paranapanema, Rio Grande, Rio Turvo, Rio de Peixe, Rio Paraíba do Sul und Rio Piracicaba.

### Bevölkerungsentwicklung
Die Einwohnerzahl lag bei der Volkszählung 2010 bei ca. 41 Millionen Menschen (Einwohner 41.262.199). Das entsprach etwa 22 % der Gesamtbevölkerung des Landes. Die Bevölkerungsdichte betrug 2010 etwa 166 Menschen pro Quadratkilometer. Die Bevölkerung wurde zum 1. Juli 2021 auf 46.649.132 Einwohner geschätzt.
Einwohnerentwicklung seit 1872
| Jahr           | Einwohnerzahl |
| -------------- | ------------- |
| Zensus 1872    | 837.354       |
| Zensus 1890    | 1.384.753     |
| Zensus 1900    | 2.282.279     |
| Zensus 1920    | 4.592.188     |
| Zensus 1940    | 7.180.316     |
| Zensus 1950    | 9.134.423     |
| Zensus 1960    | 12.974.699    |
| Zensus 1970    | 17.958.693    |
| Zensus 1980    | 25.375.199    |
| Zensus 1991    | 31.588.925    |
| Zensus 2000    | 37.032.403    |
| Zensus 2010    | 41.262.199    |
| Schätzung 2021 | 46.649.132    |

## Geschichte
Die Stadt São Paulo wurde am 25. Januar 1554, dem Fest der Bekehrung des Apostels Paulus, von den Padres Manuel da Nobrega und José de Anchieta, zwei jesuitischen Missionaren, bei ihrem – nach dem örtlichen Fluss benannten – Missionsstützpunkt Piratininga gegründet. 1711 wurde ihr aufgrund der strategisch günstigen Lage in der Nähe eines Passes über die Serra do Mar das Stadtrecht verliehen worden. Am 7. September 1822 wurde in São Paulo die Unabhängigkeit Brasiliens von Portugal erklärt und São Paulo hatte den Status einer kaiserlichen Provinz. Trotzdem blieb São Paulo bis in die 1870er Jahre relativ unbedeutend. Der Bundesstaat São Paulo wurde 1889 bei der Ausrufung der Republik gebildet. Die Industrialisierung am Ende des 19. Jahrhunderts führte zu einem beeindruckenden Wachstum. In den 1920er Jahren wurde die Region um São Paulo die führende Industrieregion des Landes. São Paulo ist heute sowohl der bevölkerungsreichste und wirtschaftlich bedeutendste Bundesstaat Brasiliens. Die Fläche des Bundesstaats São Paulo macht nur etwa 3 % der Fläche Brasiliens aus, die Einwohnerzahl aber entspricht etwa 22,5 % der Gesamtbevölkerung. Die Stadt São Paulo war in den 1980er Jahren Gründungsort der Arbeiterpartei PT (1980) und des sehr aktiven Gewerkschaftsdachverbandes CUT (1983), die Region spielte eine wichtige Rolle beim Sturz des Militärregimes in Brasilien. Die 1990 als Statistikregion gebildete Região Sudeste mit den Ballungsräumen São Paulo und dem benachbarten Rio de Janeiro ist heute der wirtschaftliche Motor des Landes.

## Politik

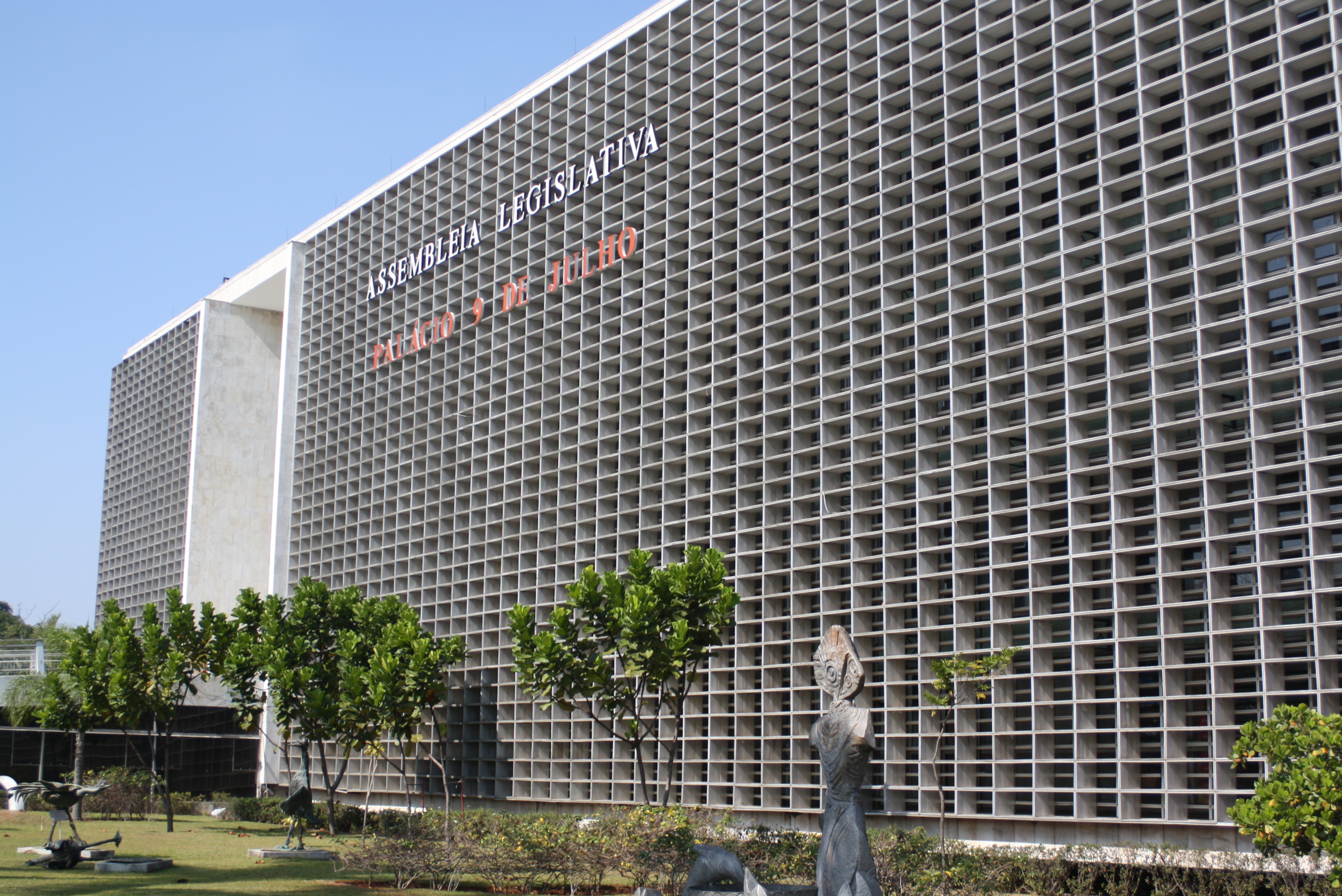
Palácio 9 de Julho, Sitz des Landesparlaments

### Regierung

#### Exekutive
Geraldo Alckmin (PSDB) war von 1. Januar 2011 bis 6. April 2018 Gouverneur. Vizegouverneur war zuletzt Márcio França. Am 6. April 2018 übernahm Márcio Luiz França Gomes von der Partido Socialista Brasileiro (PSB) den Posten von Alckmin. Dies war Voraussetzung dafür, dass letzterer für die Präsidentschaftswahl 2018 kandidieren konnte.
Nach den Wahlen in Brasilien 2018 war seit 1. Januar 2019 João Doria Júnior (PSDB) der 37. (62.) Gouverneur des Bundesstaates São Paulo. Sein Vizegouverneur war Rodrigo Garcia (DEM). Da João Doria Júnior bei der Präsidentschaftswahl in Brasilien 2022 als Kandidat antrat, trat er von dem Gouverneursposten zurück, wobei Rodrigo Garcia sein Nachfolger wurde, der sich für die Wahlen in Brasilien 2022 zur Wiederwahl stellte. In der Stichwahl setzte sich Tarcísio de Freitas (Republicanos) gegen den Fernando Haddad durch.

#### Legislative
Das oberste gesetzgebende Organ, die Legislativversammlung des Bundesstaats São Paulo (portugiesisch Assembleia Legislativa do Estado de São Paulo, kurz ALESP), setzt sich aus 94 gewählten Abgeordneten (deputados estaduais) zusammen. Auf föderativer Ebene wird der Bundesstaat durch drei Senatoren und 70 Bundesabgeordnete (deputados federais) vertreten.

### Wappen

Wappen des Bundesstaats São Paulo

Das heraldische Wappen der Region besteht aus einem roten portugiesischen Schild, darin ein aufrecht stehendes Schwert über zwei gekreuzten Zweigen, rechts Lorbeer, links Eiche, indem die Klinge die Buchstaben „SP“ trennt, alles in Silber. Über dem Schild steht ein silberner Stern. Den Schild tragen zwei blühende Kaffeezweige in ihren Farben, die an der Schildbasis gekreuzt sind. Auf einem roten Band in silbernen Lettern ist die lateinische Devise des Bundesstaates zu lesen: Pro Brasilia Fiant Eximia („Lasst Großes für Brasilien schaffen“).
Das Wappen wurde vom Maler Wasth Rodrigues entworfen und während der konstitutionellen Revolution von 1932, an die der Obelisk beim Ibirapuera-Park erinnert, durch Gouverneur Pedro Manuel de Toledo per Dekret eingeführt. Nach 1937 wurde es durch andere Symbole ersetzt, bis es 1946 schließlich endgültig in der neuen Verfassung festgelegt wurde.

## Verwaltung

### Gemeinden
Der Bundesstaat São Paulo ist in 645 Munizips (municípios) als nächsthöhere Verwaltungseinheiten aufgeteilt. Die Hauptstadt des Bundesstaates wird São Paulo Capital genannt. Guarulhos und Campinas sind weitere Gemeinden mit mehr als einer Million Einwohner.

#### Bestehende Gemeinden im Bundesstaat
Anzahl der Gemeinden im Bundesstaat São Paulo pro Zeitraum:
- 1900 – 171 Gemeinden.[7]
- 1923 – 216 Gemeinden.[7]
- 1933 – 259 Gemeinden.[7]
- 1938 – 270 Gemeinden.[8]
- 1944 – 305 Gemeinden.[9]
- 1948 – 369 Gemeinden.[10]
- 1953 – 435 Gemeinden.[11]
- 1959 – 501 Gemeinden.[12]
- 1964 – 571 Gemeinden.[13]
- 1993 – 625 Gemeinden.[14]
- 1997 – 645 Gemeinden.[15]

### Städte
Größte Städte gemäß den Einwohnerschätzungen des IBGE zum 1. Juli 2020 sind:
- São Paulo – 12.325.232
- Guarulhos – 1.392.121
- Campinas – 1.213.792
- São Bernardo do Campo – 844.483
- São José dos Campos – 729.737
- Santo André – 721.368
- Ribeirão Preto – 711.825
- Osasco – 699.944
- Sorocaba – 687.357

Neben diesen Gemeinden war der Bundesstaat bis 2017 zusätzlich in 15 lediglich statistisch-geographische Mesoregionen und 63 Mikroregionen aufgeteilt.

## Wirtschaft und Landwirtschaft

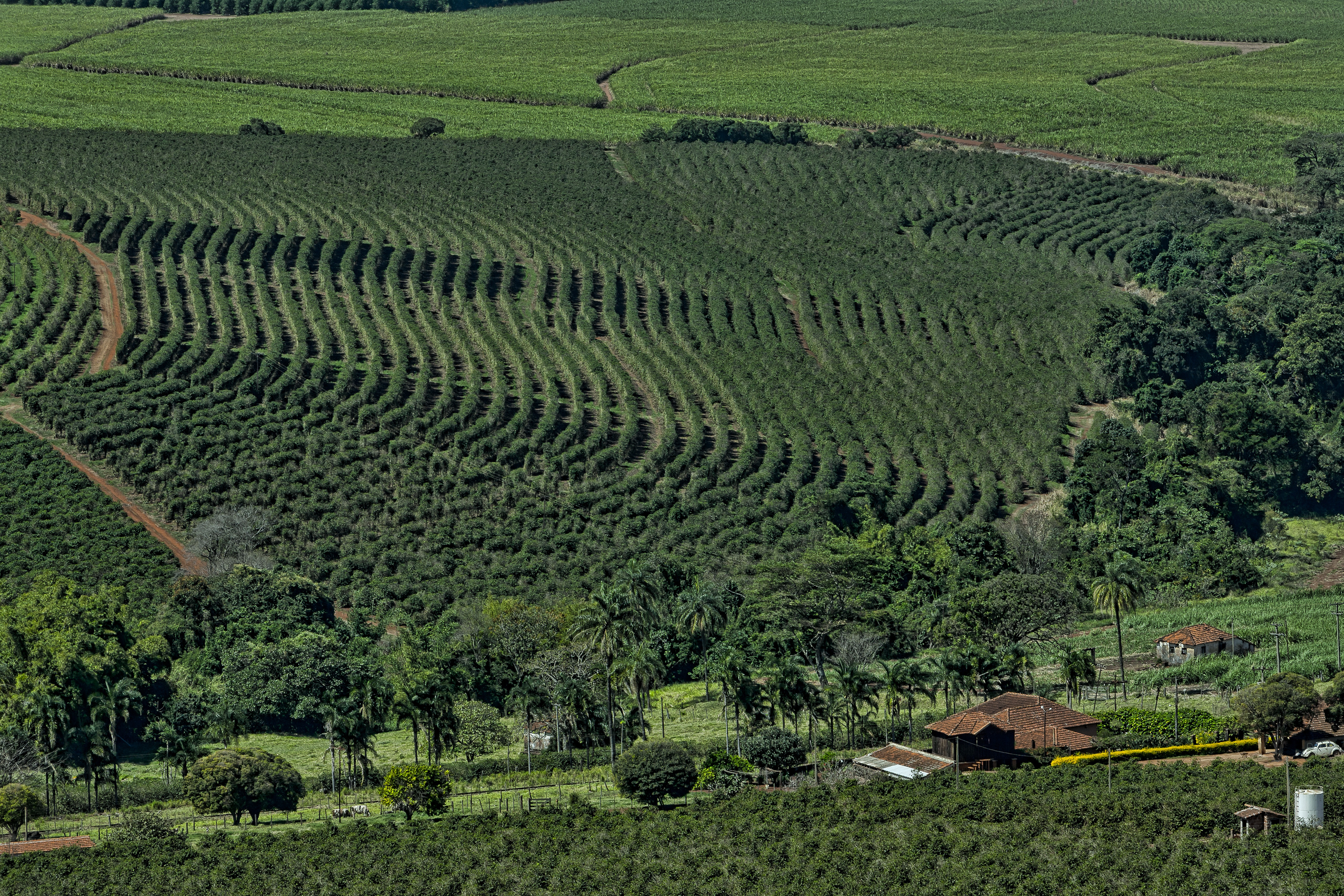
Kaffee- und Zuckerrohrplantagen (Hintergrund) bei Altinópolis

35–40 % der Industrieproduktion Brasiliens stammen aus São Paulo. Neben Automobilindustrie und Maschinenbau findet man Textilindustrie, chemische Industrie, Lebensmittelindustrie usw. Die Metropole São Paulo ist das Finanz- und Handelszentrum Brasiliens. Der Staat konsumiert ein Drittel der elektrischen Energie des Landes. Santos ist ein bedeutender Überseehafen für In- und Exporte.
Der einzige Flugzeughersteller Südamerikas und Hersteller von Regionaljets Embraer hat seinen Sitz in São José dos Campos.
São Paulo besitzt mit den sogenannten Terras Roxas ausgesprochen fruchtbare Böden. Abseits der großen Ballungsräume an der Küste wird Obst, Zuckerrohr, Getreide und Kaffee angebaut.

## Verkehr

### Straßennetz
Das Straßennetz hat insgesamt eine Länge von 195.026 Kilometern, davon sind 1.146 km Bundesstraßen und 18.645 km staatliche Landstraßen. 25.306 Kilometer sind asphaltiert. Unter den wichtigsten Straßenverbindungen sind die Via Anchieta und die Via Imigrantes (seit 1976), sie verbinden beide São Paulo mit Santos, die Via Anhanguera, sie verbindet die Hauptstadt mit Campinas, die Rodovia Fernão Dias, verbindet die Hauptstadt mit Belo Horizonte, die Via Presidente Dutra, verbindet die Hauptstadt mit Rio de Janeiro, die Rodovia Castelo Branco, verbindet die Hauptstadt mit dem Westen des Bundesstaates – die Verbindung São Paulo – Brasília, die BR-101 verbindet Santos mit Curitiba im Süden und Rio de Janeiro im Norden.

### Schienennetz
Das Schienennetz umfasst zirka 7200 km. Es öffnet sich wie ein Fächer auf den Höhen des Planalto und strebt nach São Paulo wie in einen Trichter. Zum Süden, in Richtung Küste, verlaufen nur zwei dieser Linien.

### Hafen
Bei Santos ist die größte und wichtigste Hafenanlage Brasiliens. Der Hafen von São Sebastião wird besonders von Tankern der brasilianischen Ölgesellschaft Petrobras genutzt. Die Flusshäfen Presidente Epitácio und Panorama sind für die Verschiffung von landwirtschaftlichen Produkten, Erzen und Produkten aus Eisengießereien von Bedeutung.

### Flughäfen
Die wichtigsten Flughäfen sind der internationale Flughafen São Paulo–Guarulhos, der Flughafen Viracopos in Campinas mit vorwiegend Fracht und der Stadt-Flughafen São Paulo–Congonhas – in der City von São Paulo, für innerbrasilianischen Verkehr wie der Luftbrücke im 30-Minuten-Takt zum Flughafen Rio de Janeiro–Santos Dumont.